# ووجک
ووجک (به انگلیسی: wojak، به لهستانی: vɔjak) همچنین با نام فیلز گای (به انگلیسی: Feels Guy) نیز شناخته می‌شود. ووجک یک میم اینترنتی است، یک نقاشی کارتونی ساده با طرح سیاه و سفید از یک مرد کچل با ظاهری مبهوت، برای بیان سخاوتمندانه احساساتی مانند مالیخولیا، پشیمانی یا تنهایی استفاده می‌شود.

## تاریخچه
"ووجک" در ابتدا لقب کاربر لهستانی سباستین گرودکی بود ، لازم به ذکر است در صفحه انگلیسی-زبان "بین‌المللی" از تابلوی تصویری از بین رفته کرات‌چان (به انگلیسی : Krautchan) آلمان. او شروع به ارسال تصویری کرد که بعداً در حدود سال ٢٠١٠ به عنوان ووجک شناخته شد ، و اغلب آن را با عبارت الگوی "That feel when X" همراه با انواع مختلف همراه می‌کرد. هر دو صورت و عبارت "that feel when X" از یک صفحه تصویر لهستانی به نام وی چان (به انگلیسی : vichan) نشات گرفته است. این به سایر تصویرهای بین‌المللی ، از جمله ۴چن ، گسترش یافت ، جایی که تا سال ٢٠١١ تصویری از دو ووجک که یکدیگر را در آغوش گرفته بودند تحت عنوان "i know that feel bro" محبوبیت پیدا کرد. صورت ووجک همچنین با عبارت "that feel" یا "that feel when" جفت شد ، که اغلب به "tfw" خلاصه می‌شود.
اغلب ووجک را با شخصیت اصلی غیر مرتبط پپه قورباغه مرتبط می‌کنند. رابطه این شخصیت ها بسته به هنرمند به طور قابل توجهی متفاوت بود ، پپه گاهی با ووجک همراه بود و بار دیگر او را مورد سو استفاده خشونت آمیز و پراکندگی قرار می‌داد.